# Seven Sisters (Sussex)

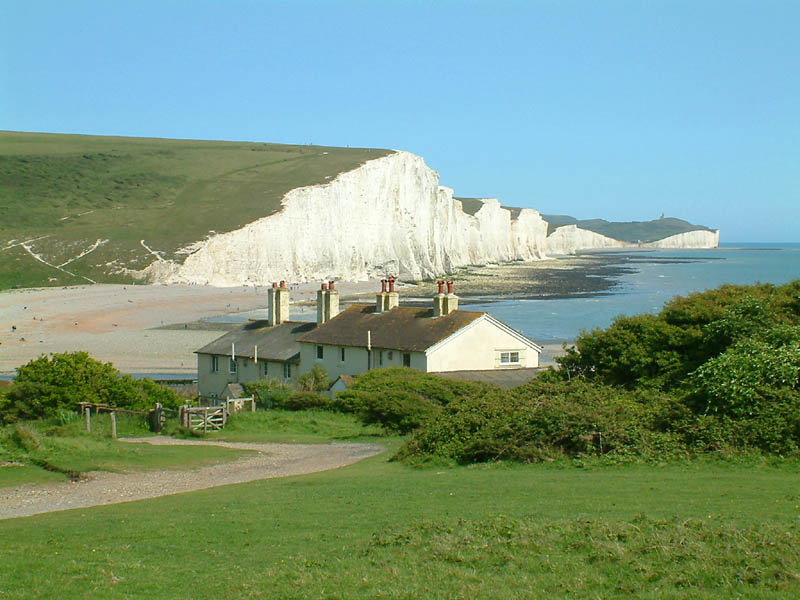
Una delle sette scogliere di gesso lungo la costa

Le Seven Sisters (Sette sorelle) sono una serie di scogliere di calcare che si affacciano sul Canale della Manica. Fanno parte del South Downs, nell'East Sussex, tra le città di Seaford e Eastbourne, nel sud dell'Inghilterra. Sono all'interno del Seven Sisters Country Park.
Le scogliere delle Seven Sisters sono a volte utilizzate nelle produzioni cinematografiche o televisive, come ad esempio per il film Le bianche scogliere di Dover. Esse risultano poco antropizzate e mostrano una continua erosione del tutto naturale. Sono citate nel libro di Nino Haratischwili L’ottava vita (per Brilka) in quanto rifugio di Kitty, una delle protagoniste del romanzo. Le Seven Sisters hanno un colore bianco brillante.
Il nome Seven Sisters è riconducibile al numero di colli che si possono contare nella scogliera. Di seguito, da ovest verso est, riportiamo i nomi dati ai colli e alle valli (i colli sono in corsivo).
- Haven Brow
- Short Bottom
- Short Brow
- Limekiln Bottom
- Rough Brow
- Rough Bottom
- Brass Point
- Gap Bottom
- Flagstaff Point
- Flagstaff Bottom
- Flat Hill
- Flathill Bottom
- Baily's Hill
- Michel Dean
- Went Hill Brow